# 千早赤阪村B&G海洋センター
千早赤阪村B&G海洋センター（ちはやあかさかむらビーアンドジーかいようセンター）は、大阪府南河内郡千早赤阪村にあるスポーツ施設。

## 概要
- B&G財団により1990年（平成2年）竣工[1]。千早赤阪村が運営する。
- 海洋センター（体育館・プール）村民運動場・村立テニスコートがあり、総合スポーツ公園的な役割で村内外問わず利用できる[1]。

## 施設概要

### 屋内体育館
- アリーナ

定員100名（片面50名）
バレーボール（6人用2面もしくは、9人用1面）、バスケットボール1面、バドミントン3面、その他レクリエーション等で利用可能
- トレーニングルーム

定員50名
体操（エアロビクス・健康体操等）、武道（空手・剣道等）、卓球で利用可能
- ミーティングルーム

定員20名

### プール
- 夏季のみ開館、温水無し。
- 大プール

25m×13m（6コース）・深さ110-120cm
- 小プール

10m×5m・深さ50-60cm

### 村民運動場
- 軟式野球・ソフトボール・サッカー等で利用可能。硬式野球は禁止

### テニスコート
- ハードコート2面

### 多目的広場
- バーベキュー、レクリエーション等で利用可能。

## 利用案内
- 所在地：大阪府南河内郡千早赤阪村大字東阪255-1
- 利用時間（予約問い合わせ9:00 - 21:00）
  - 9:00 - 21:00（屋内体育館）
  - 9:30 - 16:45（プール）
  - 9:00 - 22:00（村民運動場、テニスコート）
  - 9:00 - 17:00（多目的広場）
- 休館日 : 月曜日（休館日が祝祭日の場合は翌日）および年末年始（12月28日 - 1月3日）
- 無料駐車場あり。

## 交通アクセス
- 国道309号より大阪府道705号富田林五條線もしくは大阪府道201号甘南備川向線･広域農道にて。（国道170号（大阪外環状線）の新家交差点より約15分）
- 近鉄長野線富田林駅より金剛バスにて東條線「海洋センター前」もしくは千早線「消防分署前」バス停下車。

## 周辺
- 富田林市立総合スポーツ公園
  - 富田林市立総合スポーツ公園野球場 （富田林バファローズスタジアム）
- 富田林市農業公園 （サバーファーム） - 2024年4月より休園中
- 大阪南消防局 富田林消防署 千早赤阪出張所